# 39864 Poggiali
39864 Poggiali este un asteroid din centura principală de asteroizi.

## Descriere
39864 Poggiali este un asteroid din centura principală de asteroizi. A fost descoperit pe 26 februarie 1998 la Campo Catino de Franco Mallia și Mario Di Sora. Asteroidul prezintă o orbită caracterizată de o semiaxă mare de 2,98 ua, o excentricitate de 0,09 și o înclinație de 11,2° în raport cu ecliptica.